# Tentativa de golpe de Estado no Níger em 2021
A tentativa de golpe de Estado no Níger em 2021 foi uma intentona golpista que ocorreu em 31 de março de 2021 depois que um tiroteio irrompeu nas ruas de Niamey, Níger, dois dias antes da posse do presidente eleito Mohamed Bazoum.
O golpe foi organizado por elementos das Forças Armadas do Níger. Depois de ter sido frustrado, alguns dos perpetradores foram presos e outros estão foragidos.

## Contexto
A tentativa de golpe ocorre num momento que o Níger está atolado na Guerra do Sahel, com violência terrorista e interétnica marcante, além da intervenção francesa. Em particular, houve o massacre de Tillia, onde grupos jihadistas causaram 137 mortes em um vilarejo no oeste do Níger, pouco mais de uma semana antes da intentona golpista. Além disso, a tentativa de golpe de Estado ocorre durante um contexto, sem precedentes no Níger, de transição pacífica entre dois presidentes eleitos democraticamente. Com efeito, a tomada de posse do novo presidente Mohamed Bazoum estava prevista para dois dias após a data do incidente. No entanto, o oponente derrotado e ex-presidente Mahamane Ousmane contesta os resultados eleitorais e interpõe recurso perante o tribunal constitucional, que é rejeitado.

## Desenvolvimento
De acordo com Cyril Payen do France 24: “Disparos de armas pesadas foram ouvidos por meia hora na área do palácio presidencial. Mas a Guarda Presidencial repeliu esse ataque e a situação parece ter ficado sob controle”, o barulho dos combates acordou os moradores por volta das 3 horas da madrugada (horário local). A maioria dos perpetradores foram presos segundo o governo, mas alguns, incluindo o líder do putsch, Sani Saley Gourouza, ainda estão foragidos.